# Selän Hoikat
Selän Hoikat är en ö i Finland. Den ligger i sjön Kermajärvi och i kommunen Heinävesi i landskapet Södra Savolax. Öns area är 3,3 hektar och dess största längd är 0,6 kilometer i sydöst-nordvästlig riktning.